# Anna Lechicka

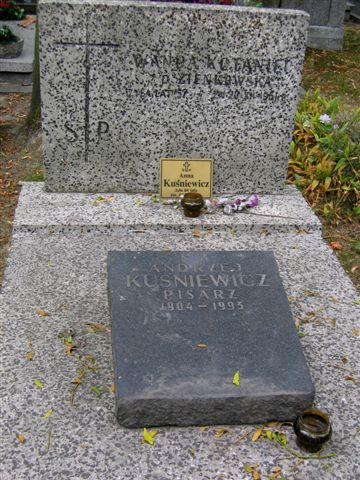
Nagrobek Anny Lechickiej i Andrzeja Kuśniewicza na Cmentarzu Wojskowym na Powązkach w Warszawie, 30 lipca 2006

Anna Lechicka (Anna Lechicka-Kuśniewicz, ur. 22 listopada 1918 w Warszawie, zm. 23 listopada 2002 tamże) – polska publicystka, satyryk.
Studiowała prawo i psychologię na Uniwersytecie Warszawskim. W czasie II wojny światowej była żołnierzem AK. Po wojnie m.in. w zespole redakcyjnym pisma satyrycznego „Szpilki” (od 1953, np. rubryka: „Anna Lechicka obejrzała...”). Była członkiem Stowarzyszenia Pisarzy Polskich.
Była drugą żoną pisarza Andrzeja Kuśniewicza. Pochowana na cmentarzu Powązki Wojskowe w Warszawie (kwatera D-1b-12).

## Twórczość
- Anastazja, czyli Niepokój (seria: „Biblioteka Satyry”; Czytelnik 1961)
- Przyjaźń w godzinach szczytu (seria: „Biblioteka Satyry”; Czytelnik 1963)
- Pogodne irytacje (seria: „Biblioteka Satyry”; Czytelnik 1972)